# Center Kongelunden
Dansk Røde Kors Center Kongelunden er et specialcenter for asylansøgere, der har behov for særlig omsorg. Her anbringes flygtninge, som lider af psykiske sygdomme, posttraumatisk stress m.v. eller som har været udsat for tortur.
Center Kongelunden er beliggende i de tidligere mandskabsbygninger til Kongelundsfortet på den yderste spids af Amager, 16 km fra København.
Centeret blev lukket i 2017 pga. problemer med skimmelsvamp i bygninger.